# Ng Man-Tat
Richard Ng Man-Tat (Xiamen, 2 januari 1952 – Tai Wai in Hong Kong, 27 februari 2021) (jiaxiang: Fujian, Xiamen 福建厦门) was een acteur in Hongkongse films. Hij werd vooral beroemd in de komedies van Stephen Chow. In 1991 kreeg Ng Man-Tat bij de Hong Kong Film Awards de prijs van beste mannelijke acteur.

## Filmografie
- Hong Kong Emmanuelle (1977)
- Executor (1977)
- Heroic Cops (1981)
- Everlasting Love (1984)
- Crazy Games (1985)
- Working Class (1985)
- Smile Again (1985)
- Seven Angels (1985)
- Legacy of Rage (1986)
- A Better Tomorrow 2 (1987)
- Tiger Cage (1988)
- Operation Pink Squad (1988)
- My Heart is that Eternal Rose (1988)
- Blood Ritual (1989)
- All About Ah Long (1989)
- Chinese Cop Out (1989)
- Killing Angels (1989)
- God of Gamblers (1989)
- A Moment of Romance (1990)
- Triad Story (1990)
- Blood Stained Tradewind (1990)
- Hong Kong Gigolo (1990)
- That's Money (1990)
- Story of My Son (1990)
- Gangland Odyssey (1990)
- God of Gamblers II (1990)
- All for the Winner (1990)
- Lung Fung Restaurant (1990)
- Royal Scoundrel (1991)
- Queen of Underworld (1991)
- Queen of Gamble (1991)
- Mainland Dundee (1991)
- To Catch a Thief (1991)
- Fight Back to School (1991)
- Son on the Run (1991)
- To Be Number One (1991)
- Fist of Fury 1991 (1991)
- Lee Rock I (1991)
- Lee Rock II (1991)
- Dance with Dragon (1991)
- The Banquet (1991)
- God of Gamblers III: Back to Shanghai (1991)
- Top Bet (1991)
- Money Maker (1991)
- Tricky Brains (1991)
- Angel Hunter (1992)
- Shogun And Little Kitchen (1992)
- Night Rider (1992)
- With Or Without You (1992)
- King Of Beggars (1992)
- It's Now Or Never (1992)
- Best of the Best (1992)
- True Love (1992)
- To Miss With Love (1992)
- Fight Back To School II (1992)
- Truant Heroes (1992)
- Royal Tramp (1992)
- Handsome Siblings (1992)
- Once Upon A Time A Hero In China (1992)
- Justice, My Foot (1992)
- Prince Of Temple Street (1992)
- Game Kids (1992)
- Man Of The Times (1993)
- My Hero II (1993)
- Millionaire Cop (1993)
- Laughter of "Water Margins" (1993)
- Holy Weapon (1993)
- Taxi Hunter (1993)
- Chez N'Ham Story (1993)
- All's Well End's Well, Too (1993)
- Flying Dagger (1993)
- Eight Hilarious Gods (1993)
- Angel Of The Road (1993)
- Even Mountains Meet (1993)
- End Of The Road (1993)
- Master Wong VS Master Wong (1993)
- Sword Stained With Royal Blood (1993)
- Mad Monk (1993)
- Heroes Among Heroes (1993)
- The Kung Fu Scholar (1994)
- Love on Delivery (1994)
- Hail the Judge (1994)
- Love and the City (1994)
- Shaolin Popey II Messy Temple (1994)
- Lantern (1994)
- A Chinese Odyssey Part One - Pandora's Box (1995)
- A Chinese Odyssey Part Two - Cinderella (1995)
- China Dragon (1995)
- Teenage Master (1995)
- Trouble Maker (1995)
- Saint of the Gambler's (1995)
- Super Mischieves (1995)
- Armed Policewoman (1995)
- Sixty Million Dollar Man (1995)
- King of Comedy (1996)
- Killer has No Return (1996)
- On Fire (1996)
- Adventurous Treasure Island (1996)
- God of Cookery (1996)
- Jail in Burning Island (1997)
- Happy Together (1997)
- Chinese Midnight Express (1997)
- Lucky Guy (1998)
- Portland Street Blues (1998)
- King of Comedy (1999)
- Lord of Amusement (1999)
- The Marvellous Cook (2000)
- Everyday is Valentine (2001)
- Shaolin Soccer (2001)
- One Stone Two Birds (2005)
- Kung Fu Dunk (2008)